# Адам Магер
Адам Магер (нід. Adam Maher, нар. 20 липня 1993, Роттердам) — нідерландський футболіст, півзахисник клубу «Утрехт».
Грав національну збірну Нідерландів.

## Клубна кар'єра
Народився 20 липня 1993 року в Роттердамі. З 2004 року займався футболом в академії клубу АЗ, а в сезоні 2010/11 дебютував у складі його головної команди. З наступного сезону став гравцем її основного складу і за його результатами був визнаний Футбольним талантом року в Нідерландах.
Влітку 2013 року перспективного юнака за 6,5 мільйонів євро до своїх лав запросив ПСВ. У новій команді Магер протягом перщих двох сезонів також був основним гравцем, а згодом почав програвати конкуренцію за місце в основі, однак зробив значний внесок у здобуття командою чемпіонських титулів у 2015 і 2016 роках. Сезон 2016/17 провів в оренді у турецькому  «Османлиспорі», після повернення з якого протягом півроку лише одного разу виходив на поле у складі головної команди ПСВ і на початку 2018 року перебрався до «Твенте» на умовах короткострокового контракту.
У липні 2018 опинився без клубу, а задекілька місяців узгодив деталі контракт з рідним АЗ. У цій команді знову почав отримувати постійну ігрову практику, як і в своєму наступному клубі, яким влітку 2019 року став «Утрехт».

## Виступи за збірні
2007 року дебютував у складі юнацької збірної Нідерландів (U-15), загалом на юнацькому рівні за команди різних вікових категорій взяв участь у 34 іграх, відзначившись 4 забитими голами.
Протягом 2011–2014 років залучався до складу молодіжної збірної Нідерландів. 2013 року став у її складі півфіналістом тогорічного молодіжного чемпіонату Європи, а також був обраний до символічної збірної турніру. Загалом на молодіжному рівні зіграв у 21 офіційному матчі, забив 2 голи.
Протягом 2012–2013 років провів п'ять офіційних ігор у складі національної збірної Нідерландів.
| Дата      | Місто            | Господарі  | Результат | Гості      | Турнір            | Голи | Примітки |
| --------- | ---------------- | ---------- | --------- | ---------- | ----------------- | ---- | -------- |
| 15-8-2012 | Брюссель         | Бельгія    | 4 – 2     | Нідерланди | товариський матч  | -    | 46'      |
| 11-9-2012 | Будапешт         | Угорщина   | 1 – 4     | Нідерланди | Відбір до ЧС 2014 | -    | 78' 85'  |
| 6-2-2013  | Амстердам        | Нідерланди | 1 – 1     | Італія     | товариський матч  | -    |          |
| 26-3-2013 | Амстердам        | Нідерланди | 4 – 0     | Румунія    | Відбір до ЧС 2014 | -    | 73'      |
| 10-9-2013 | Андорра-ла-Велья | Андорра    | 0 – 2     | Нідерланди | Відбір до ЧС 2014 | -    | 46'      |
| Усього    |                  | Матчів     | 5         |            | Голів             | 0    |          |

## Титули і досягнення

### Командні
- Чемпіон Нідерландів (2):

ПСВ: 2014-2015, 2015-2016
- Володар Кубка Нідерландів (1):

АЗ: 2012-2013

### Особисті
- Футбольний талант року в Нідерландах (1):

2011/12
- Символічна збірна молодіжного Євро (1):

2013